# Brede Moe
Brede Mathias Moe (Flatanger, 15 dicembre 1991) è un calciatore norvegese, difensore del Bodø/Glimt.

## Carriera

### Club
Moe è cresciuto nelle giovanili del Flatanger, per poi passare allo Steinkjer, compagine per cui ha avuto l'opportunità di esordire in 2. divisjon. Nel 2011 è stato ingaggiato dal Ranheim, per cui ha debuttato in 1. divisjon il 3 aprile, schierato titolare nella vittoria per 1-0 sul Løv-Ham. Il 25 aprile ha trovato il primo gol con questa casacca, in occasione del pareggio per 2-2 maturato sul campo dello Strømmen. È rimasto in squadra per un biennio.
L'8 gennaio 2013, Moe è stato ingaggiato ufficialmente dal Rosenborg, a cui si è legato con un accordo triennale. Il debutto in Eliteserien è arrivato il 21 aprile seguente, subentrando a Tobias Mikkelsen nella sconfitta per 3-1 patita sul campo dell'Haugesund. L'11 luglio ha giocato la prima partita nelle competizioni europee per club, schierato titolare nella sfida di ritorno del primo turno di qualificazione all'Europa League 2013-2014, vinta per 7-2 contro i Crusaders.
Il 6 marzo 2014 è passato al Bodø/Glimt con la formula del prestito. Ha giocato la prima partita in squadra il 13 aprile 2014, sostituendo Anders Karlsen nel 4-2 inflitto al Sogndal. Il 5 ottobre successivo ha trovato il primo gol nella massima divisione locale, nel pareggio per 1-1 arrivato a domicilio contro lo Stabæk. Al termine della stagione, Moe è rimasto al Bodø/Glimt a titolo definitivo.
Al termine della 30ª ed ultima giornata del campionato 2016, in virtù della sconfitta per 2-1 sul campo del Rosenborg e della contemporanea vittoria per 3-0 dello Stabæk sullo Start, il Bodø/Glimt di Moe è scivolato al 15º posto, retrocedendo così in 1. divisjon.
Il 1º ottobre 2017, a seguito del successo casalingo per 4-1, la squadra ha riconquistato la promozione in Eliteserien, con quattro giornate d'anticipo sulla fine del campionato.

### Nazionale
Moe ha giocato una partita per la Norvegia under 21. Il 25 marzo 2013 è stato infatti schierato titolare – e successivamente espulso – nella sfida amichevole persa per 4-1 contro i Paesi Bassi.

## Statistiche

### Presenze e reti nei club
Statistiche aggiornate al 25 gennaio 2022.
| Stagione          | Club              | Campionato        | Campionato | Campionato | Coppe nazionali | Coppe nazionali | Coppe nazionali | Coppe continentali | Coppe continentali | Coppe continentali | Supercoppe | Supercoppe | Supercoppe | Totale | Totale |
| Stagione          | Club              | Comp              | Pres       | Reti       | Comp            | Pres            | Reti            | Comp               | Pres               | Reti               | Comp       | Pres       | Reti       | Pres   | Reti   |
| ----------------- | ----------------- | ----------------- | ---------- | ---------- | --------------- | --------------- | --------------- | ------------------ | ------------------ | ------------------ | ---------- | ---------- | ---------- | ------ | ------ |
| 2009              | Steinkjer         | 2D                | ?          | ?          | CN              | ?               | ?               | -                  | -                  | -                  | -          | -          | -          | ?      | ?      |
| 2010              | Steinkjer         | 2D                | ?          | ?          | CN              | ?               | ?               | -                  | -                  | -                  | -          | -          | -          | ?      | ?      |
| Totale Steinkjer  | Totale Steinkjer  | Totale Steinkjer  | ?          | ?          |                 | ?               | ?               |                    | -                  | -                  |            | -          | -          | ?      | ?      |
| 2011              | Ranheim           | 1D                | 24         | 2          | CN              | 2               | 0               | -                  | -                  | -                  | -          | -          | -          | 26     | 2      |
| 2012              | Ranheim           | 1D                | 29         | 5          | CN              | 0               | 0               | -                  | -                  | -                  | -          | -          | -          | 29     | 5      |
| Totale Ranheim    | Totale Ranheim    | Totale Ranheim    | 53         | 7          |                 | 2               | 0               |                    | -                  | -                  |            | -          | -          | 55     | 7      |
| 2013              | Rosenborg         | ES                | 3          | 0          | CN              | 4               | 1               | UEL                | 1                  | 0                  | -          | -          | -          | 8      | 1      |
| 2014              | Bodø/Glimt        | ES                | 26         | 2          | CN              | 4               | 1               | -                  | -                  | -                  | -          | -          | -          | 30     | 3      |
| 2015              | Bodø/Glimt        | ES                | 27         | 3          | CN              | 2               | 0               | -                  | -                  | -                  | -          | -          | -          | 29     | 3      |
| 2016              | Bodø/Glimt        | ES                | 17         | 0          | CN              | 2               | 0               | -                  | -                  | -                  | -          | -          | -          | 19     | 0      |
| 2017              | Bodø/Glimt        | 1D                | 6          | 1          | CN              | 0               | 0               | -                  | -                  | -                  | -          | -          | -          | 6      | 1      |
| 2018              | Bodø/Glimt        | ES                | 20         | 1          | CN              | 0               | 0               | -                  | -                  | -                  | -          | -          | -          | 20     | 1      |
| 2019              | Bodø/Glimt        | ES                | 16         | 0          | CN              | 0               | 0               | -                  | -                  | -                  | -          | -          | -          | 16     | 0      |
| 2020              | Bodø/Glimt        | ES                | 13         | 0          | -               | -               | -               | UEL                | 1                  | 0                  | -          | -          | -          | 14     | 0      |
| 2021              | Bodø/Glimt        | ES                | 24         | 2          | CN              | 0               | 0               | UCL+UECL           | 2+11               | 0+1                | -          | -          | -          | 37     | 3      |
| Totale Bodø/Glimt | Totale Bodø/Glimt | Totale Bodø/Glimt | 149        | 9          |                 | 8               | 1               |                    | 14                 | 1                  |            | -          | -          | 171    | 11     |
| Totale            | Totale            | Totale            | 205+       | 16+        |                 | 14+             | 2+              |                    | 15                 | 1                  |            | -          | -          | 234+   | 19+    |

## Palmarès

### Club

#### Competizioni nazionali
- Campionato norvegese: 4

Bodø/Glimt: 2020, 2021, 2023, 2024